# イルグルム
株式会社イルグルム（英: YRGLM Inc.）は、大阪市北区と東京都千代田区に本社を置く日本の企業である。2019年8月以前の社名は株式会社ロックオン。

## 概要
2000年6月、岩田進が関西学院大学在籍中に創業した。創業当初は、旅行のコンテンツポータルの構築を進めていたが、半年後の2000年12月、旅行コンテンツ事業の中で培ったWeb制作のノウハウを活かし、ウェブサイト制作へ事業転換を行う。2001年に有限会社ロックオンを設立し、2003年に株式会社へ組織変更をする。
ウェブサイトの制作事業のかたわら自社製品の開発を行い、2004年にマーケティング効果測定「EBiS（エビス）」の販売を開始した。
以降、広告効果測定「AD EBiS（アドエビス）」、ECサイト構築のオープンソースソフトウェア「EC-CUBE」、広告代理店向けDX支援サービス「アドレポ」などマーケティングDX支援サービスを複数展開する。
PC向けインターネット広告効果測定ツールの市場シェア（市場規模：20億円）では、2007年（平成19年）1月には、第2位、同年8月には、第1位を獲得している。又デロイトトウシュトーマツによる2009年アジア太平洋地域テクノロジーFast500では、207位、日本テクノロジーFast50では、16位 の評価がされている。
コーポレート・ステートメント（企業理念）は、「Impact on the world」。
2019年8月に株式会社イルグルムに社名を変更した。社名の「イルグルム（YRGLM）」は、既存の言菓に由来を持たない「意味を持たない文字列」を語源としている。「それぞれの企業が独自の価値でともに発展できる社会（＝理想の世界）」をYRGLMと定義し、その名前を付けた。どこにもない企業を目指すという意味が込められている。
前社名の「ロックオン」は、創業者の岩田が「ミサイルがターゲットを自己追従する状態に入ることを意味する軍事用語のロックオンは、信頼性、先進性、高速性、主体性、独自性を連想させ、コーポレート・ステートメント（企業理念）の「Impact on the world」を体現しようとする自分たちの姿と同じである」とし、社名としていたものである。創業20周年を迎えるにあたり「Impact on the world」の先を常に意識すべきであるという考えから現社名に変更した。

## 沿革
- 2000年
  - 6月4日 - 創業
  - 12月 - 事務所を兵庫県尼崎市塚口に開設
- 2001年6月 - 有限会社ロックオンを設立（資本金：300万円）
- 2002年8月 - 本社を大阪市北区南森町に移転
- 2003年
  - 2月 - 「ECサイト構築kit」の開発を開始
  - 7月 - 組織を株式会社化し、資本金を1,000万円に増資
  - 9月 - 「Web Marketing Tool Kit」の試作を開始。
- 2004年9月 - 「Web Marketing Tool Kit」の機能を拡張し、製品「EBiS」として発売を開始。本社を大阪市北区堂島2-1-31（オリックス堂島ビル）に移転
- 2005年
  - 7月 - 東京支社を東京都渋谷区道玄坂に開設
  - 10月 - 東京支社を東京都千代田区神田神保町1-3-5（壽ビル）に移転
- 2006年
  - 6月 - 本社を大阪市北区堂島2-1-31　オリックス堂島ビル6Fにフロア移転
  - 9月 - オープンソース「EC-CUBE」をリリース[6]
- 2008年
  - 7月 -合計9社を割当先とする第三者割当増資により、資本金を1億472万円に増資[7]
  - 8月 - 本社を現在の大阪市北区梅田に移転
- 2012年3月 - 東京支社を東京都中央区銀座に移転
- 2013年12月 - ベトナム・ホーチミン市に子会社「LOCKON Vietnam Co., Ltd.」を設立
- 2014年9月 - 東京証券取引所マザーズに上場
- 2017年
  - 7月 - 東京支社を東京都千代田区有楽町に移転
  - 10月 - 東京支社を東京本社に改称、二本社制へ移行
- 2018年10月 - 完全子会社「株式会社イーシーキューブ」を設立[8]
- 2019年
  - 1月 - EC-CUBE事業を会社分割により株式会社イーシーキューブに承継[9]
  - 8月 - 株式会社イルグルムに社名変更
- 2020年12月 - 株式会社スプーが連結子会社としての参画
- 2021年7月 - 株式会社トピカが連結子会社としての参画
- 2022年
  - 1月 - ファーエンドテクノロジー株式会社が連結子会社としての参画[10]
  - 6月 - ハイブリッドワークの定着に伴い、大阪市北区内にて大阪本社移転

代表者の経歴
- 代表取締役社長　岩田 進　（いわた すすむ）

1977年7月16日 - 大阪府に生まれる
1997年4月 - 関西学院大学商学部に入学（同年5月から休学）
1998年2月 - 大阪府堺市でオムライス店の経営を開始
2001年6月 - 有限会社ロックオンを設立し、代表取締役に就任
2003年3月 - 関西学院大学商学部を卒業

## 事業所
- 大阪本社 - 大阪市北区梅田2-4-9　ブリーゼタワー13F
- 東京本社 - 東京都千代田区有楽町2-2-1　X-PRESS有楽町12F

## 製品・サービス
- 広告効果測定ツール「AD EBiS（アドエビス）」
- ECサイト構築オープンソースソフトウェア「EC-CUBE」
- 運用型広告レポート自動作成ツール「アドレポ」
- 広告代理店向けクラウド案件管理ツール「アドナレッジ」
- 広告代理店マッチングプラットフォーム「アドフープ」
- EC特化型CX向上プラットフォーム「eZCX」

## 資格・免許
- プライバシーマーク（JIS Q 15001） - 認定番号：20001053(02) [11]

## 関連用語
- インターネット広告
- リスティング広告（検索連動型広告）
- 電子商取引
- ECサイト
- オープンソースソフトウェア